# Heliobacteriàcies
Els heliobacteris (Heliobacteria) són una petita família de bacteris que obtenen energia a partir de la fotosíntesi. El pigment primari implicat és la bacterioclorofil·la g, que és distintiva del grup. Aquest pigment absorbeix les diferents freqüències que altres pigments fotosintètics, donant als heliobacteris el seu propi nínxol ecològic. La fotosíntesi s'esdevé en la membrana cel·lular, que no forma plecs ni compartiments com passa en molts altres grups.
Els arbres d'ARN situen els heliobacteris dins la família dels firmicuts. A diferència de la majoria dels altres membres del grup, no són grampositius, ja que la seva paret cel·lular és fina. No obstant això, són similars per l'absència típica d'una membrana externa i per la capacitat de formar endòspores. Són l'únic grup relacionat amb els bacteris grampositius que fan fotosíntesi.
Els heliobacteris són, en la classificació nutricional bàsica, un fotoheteròtrof, ja que obté energia mitjançant la llum o per productes químics. Però el carboni l'obté exclusivament de fonts orgàniques i és exclusivament anaerobi. Mentre que la majoria d'altres bacteris fotosintètics són majoritàriament aquàtics, els heliobacteris es poden localitzar a terra, especialment en els cultius d'arròs.